# David Gilbert
David Gilbert, född 12 juni 1981, är en professionell brittisk snookerspelare.

## Karriär
Gilbert, som blev professionell snookerspelare 2002, har vunnit en rankingtitel, Championship League. År 2024 tog han sig för andra gången till semifinal i VM i snooker där han förlorade mot Kyren Wilson, Han har två gånger i sin karriär uppnått ett officiellt maximum break.